# Hội chứng mệt mỏi mãn tính
Hội chứng mệt mỏi kinh niên (tiếng Anh: chronic fatigue syndrome, viết tắt CFS) cũng được gọi myalgic encephalomyelitis (viết tắt ME), hoặc là Myalgisk encefalopati là một tình trạng bệnh lý phức tạp, mệt mỏi, lâu dài được chẩn đoán bằng các triệu chứng và tiêu chí chính bắt buộc, thường bao gồm một loạt các triệu chứng. Phân biệt các triệu chứng cốt lõi là các đợt cấp kéo dài hoặc "bùng phát" bệnh sau hoạt động thể chất hoặc tinh thần nhỏ bình thường, được gọi là tình trạng khó chịu sau gắng sức (PEM); suy giảm đáng kể khả năng hoàn thành các công việc thường ngày trước khi bị bệnh; và rối loạn giấc ngủ. :7 Không dung nạp tư thế đứng (khó ngồi và đứng thẳng) và rối loạn chức năng nhận thức cũng được chẩn đoán. Các triệu chứng phổ biến khác có thể liên quan đến nhiều hệ thống cơ thể và đau mãn tính là thường xảy ra.
Trong khi nguyên nhân của bệnh này còn chưa được hiểu rõ, các cơ chế gây bệnh được đề xuất bao gồm căng thẳng sinh học, di truyền, truyền nhiễm và thể chất hoặc tâm lý ảnh hưởng đến sinh hóa của cơ thể. Chẩn đoán bệnh dựa trên các triệu chứng của bệnh nhân vì không có xét nghiệm chẩn đoán chính thức được xác nhận nào. Sự mệt mỏi trong hội chứng này không phải do gắng sức liên tục, không thuyên giảm nhiều khi nghỉ ngơi và không phải do tình trạng bệnh lý trước đó. Mệt mỏi là một triệu chứng phổ biến trong nhiều bệnh, nhưng tình trạng mệt mỏi không rõ nguyên nhân và mức độ nghiêm trọng của suy giảm chức năng ở hội chứng này tương đối hiếm ở những chứng bệnh khác.
Những người mắc bệnh này có thể phục hồi hoặc cải thiện theo thời gian, nhưng một số sẽ bị ảnh hưởng nghiêm trọng và bị tàn tật trong một thời gian dài. Không có liệu pháp hoặc thuốc nào được chấp thuận để điều trị nguyên nhân gây bệnh; điều trị là nhằm vào triệu chứng học. CDC Hoa Kỳ khuyến nghị điều chỉnh nhịp độ (quản lý hoạt động cá nhân) để giữ cho hoạt động tinh thần và thể chất không làm cho các triệu chứng tồi tệ hơn. Bằng chứng hạn chế cho thấy rằng rintatolimod, tư vấn và tập thể dục được xếp loại đã giúp ích cho một số bệnh nhân.
Khoảng 1% bệnh nhân chăm sóc ban đầu bị hội chứng này; ước tính tỷ lệ mắc bệnh rất khác nhau vì các nghiên cứu dịch tễ học xác định bệnh không giống nhau.  Người ta ước tính rằng 836.000 đến 2,5 triệu người Mỹ và 250.000 đến 1.250.000 người ở Vương quốc Anh có bệnh này. Hội chứng này xảy ra ở phụ nữ gấp 1,5 đến 2 lần so với nam giới. Nó thường ảnh hưởng đến người lớn từ 40 đến 60 tuổi;  nó có thể xảy ra ở các lứa tuổi khác, kể cả thời thơ ấu. Các nghiên cứu khác cho thấy khoảng 0,5% trẻ em bị CFS và bệnh này phổ biến ở thanh thiếu niên hơn là ở trẻ nhỏ.  :182 Hội chứng mệt mỏi mãn tính là nguyên nhân chính của việc học sinh nghỉ học. :183 Hội chứng này làm giảm sức khỏe, hạnh phúc và năng suất; nhưng có tranh cãi về nhiều khía cạnh của rối loạn. Các bác sĩ, nhà nghiên cứu và người bênh vực bệnh nhân quảng bá các tên gọi và tiêu chuẩn chẩn đoán khác nhau  ; và bằng chứng về nguyên nhân và phương pháp điều trị được đề xuất thường là nghèo nàn hoặc mâu thuẫn nhau.